# 埼玉県議会自由民主党議員団
埼玉県議会自由民主党議員団（さいたまけんぎかいじゆうみんしゅとうぎいんだん）とは埼玉県議会の自由民主党所属の地方議員団。団長は、田村琢美埼玉県議。2022年時点で県議会の最大会派である。

## 概要

### 執行部構成
団長:田村琢実、副団長:齊藤邦明・松澤正、幹事長:中屋敷慎一、幹事長代理:横川雅也、副幹事長:千葉　達也、総務会長:荒木裕介、総務会長代理:吉良英敏、総務副会長:渡辺大、政務調査会長:白土幸仁、政務調査会長代理:宇田川幸夫、 政務調査副会長:逢澤圭一郎、6期以上(当選者)代表:小島信昭、5期代表:高橋政雄 、(当選)1期代表:東山徹。

## 活動

### LGBT条例推進
性的少数者（LGBTなど）への理解増進を図る条例案を推進している が、自民党本部の方針と異なるとの懸念が党所属の国会議員から示された。県民からパブリックコメントを無視しているとの批判もある。「（性自認）定義が曖昧で、性自認の申告がそのまま認められると犯罪に悪用される恐れがある」などの反対の懸念に対し、県議団幹部らは、「条例案が性犯罪の温床となるおそれは小さい」と悪用が無いとは言えないと答えている。
条例は2022年7月7日に、定数93の中で賛成多数として可決された。その内訳は、自民党会派9議員が採決棄権し、第二会派で「無所属県民会議」13人全員と無所属議員1人が反対し、立憲民主党系会派「埼玉民主フォーラム」、日本共産党県議団、公明党議員団、その他無所属、合計70名が賛成した。議場では、埼玉県議団幹部が、県議団内の反対派の9人自民党県議らの退席(反対表明)に対し恫喝する事態が起きているとの主張がある。若手の自民党埼玉県議会議員は「納得して賛成したという(自民党県議団の)議員は半分もいない。若手は怖くて反対できない。」と語り、条例反対派を中傷する内容怪文書がばらまかれているとも述べている。

### 選択夫婦別姓制度導入
自民党は、選択的夫婦別姓制度反対を公約にし、旧姓の法的使用範囲拡大を党の方針に掲げているが、県議団は独自に「選択的夫婦別姓制度の導入のための国会審議の推進を求める意見書」を主導し、埼玉県議会（定数93人、欠員3人）にて、選択的夫婦別姓制度の導入のための国会審議の推進を求める意見書を賛成多数で可決した。無所属県民会議（14人）を除く、最大会派の自民党、埼玉民主フォーラム、公明党、共産党などその他会派が賛成した。

### 県虐待禁止条例改正案
2023年10月には「(小学3年以下の)子どものみで外出・留守番をさせること」は「放置」という虐待で禁止し、小学4～6年は「努力義務」とし、県民には通報義務を課す県虐待禁止条例の改正案を県議会に提出した。これは、県内外の保護者らの大きな反発を呼び、埼玉県内での子育て拒否世論を広げた。世論の反発を受け、2023年10月5日に新たに自民党埼玉県議団は「適用条件を緩和し、努力義務」とした修正案を提出したが、育児者への負荷などから、自民党内からも批判の声が上がっている。上記のLGBT条例制定と共に、この改正案提出を主導した党議員団団長の田村琢美埼玉県議 は「仕事だから、ちょっとだからと留守番をさせてもいい、という社会をどうにかしないといけない。（これが）虐待だという認識を高めたい」と、将来的に罰則とする意向も示した。党埼玉県議団内の若手議員は、「国政を目指す一部の幹部が『全国初』で実績をつくろうとしている。これでは自民党が県民からも、女性からも見放されてしまう」と語っている。埼玉県の選挙区選出の自民党国会議員らも「(自民党の)国会議員たちには寝耳に水でした」とし、「当改正案について再考を促したい」と反対を表明している。
2023年10月6日、埼玉県自民党議員団による「虐待禁止条例」の改正案が埼玉県議会福祉保健医療委員会で審議され、公明を含めた賛成多数で原案通り可決された。「県民の理解は得られない」と反対した無所属県民会議(保守系無所属議員会派)による修正案動議は反対多数で否決された。
自民党国会議員からも反対が相次ぎ、2023年10月10日に田村琢実団長は「瑕疵はない」「説明不足」「言葉足らず」と法案自体は間違っていない主張しながらも撤回した。同党の山田太郎参院議員は「非現実的で親を追い詰める内容」と批判した。

## 不祥事・批判
埼玉県議会議長田村琢実は、同県のサッカーチーム大宮アルディージャ後援会の副会長も務めているものの、2022年に同チームやサポーターへの侮辱投稿を行ったことで批判された。彼は、同県浦和レッズサポーターからも「埼玉スタジアムの芝張替え工事の延期」要望書を大野元裕埼玉県知事に提出したことから批判された。
新型コロナウイルス感染拡大対策に、埼玉県が大人数(5人以上)での会食や飲み会の自粛を県民に求める中、2020年12月18日17時から、県議団（50人）のうち約40人がさいたま市のホテルで酒類提供もある会食を約2時間していた。同会派の田村琢実埼玉県議会議長は、記者団に「三々五々集まって食事をして帰っただけで、会食を行ったという認識はない」と主張したが、県と共に「5人以上での会食や飲み会」自粛要請側である県議の違反行為であるため批判を呼んだ。
2020年11月17日に田村琢実埼玉県議会議長が、公用車として2000万円超えのセンチュリーを通勤に使用していることへの批判に対して、「以前から議長の乗る公用車はセンチュリーだった」と述べた。センチュリーの契約自体は議長就任以前であるが、自分が議長職時に批判報道がされた事に関しては「くじ引きで変なの当てちゃったなって感じですかね」とコメントした。視聴者から「税金の無駄遣い」「埼玉県民をやめたくなりました」「悪いことしてるって自覚があるんだな」「あのふてぶてしい、強気の態度は何なんだ。税金の無駄遣いって言う意味がわからないなら、議長なんてやるな」との批判の声が寄せられた。
2022年9月に「新型コロナの影響で経営悪化した医療法人や福祉施設」に資金融資を行う厚労省所管の独立行政法人「独立行政法人福祉医療機構(WAM)」支援制度を悪用し、埼玉県内の医療法人に「WAMへの口利きの見返り」要求したり、ビルの売却先だからと理事就任し、実質的な経営権を奪ったのが県議団の田村琢実議員(埼玉県議団団長)と、その後輩の宇田川幸夫議員(埼玉県議団政調会副会長)だと告発報道された。宇田川議員の説明と「田村議員の代理人が(被害)医療法人に送った文書(令和4年(2022年)7月16日作成)」にも記されており、田村議員の働きかけで同法人への融資を実現させた。元からの理事は他にも理事職を得た田村議員は同法人で何も仕事をせずに報酬を払わせていたと批判している。被害者法人の元からの理事が弁護士を用いて、宇田川・田村の両議員に対する解任勧告の結果、宇田川議員は理事から外れたが、その後も2022年9月の直近まで田村議員は居座っていた。